# Тетару (комуна)
Тетару (рум. Tătaru) — комуна у повіті Прахова в Румунії. До складу комуни входять такі села (дані про населення за 2002 рік):
- Подгорія (466 осіб)
- Сіліштя (345 осіб)
- Тетару (465 осіб)

Комуна розташована на відстані 76 км на північ від Бухареста, 31 км на північний схід від Плоєшті, 136 км на захід від Галаца, 85 км на південний схід від Брашова.

## Населення
За даними перепису населення 2002 року у комуні проживали 1276 осіб, усі — румуни. Усі жителі комуни рідною мовою назвали румунську. За віросповіданням усі жителі комуни — православні.